# Teucholabis reginae
Teucholabis reginae är en tvåvingeart som beskrevs av Alexander 1931. Teucholabis reginae ingår i släktet Teucholabis och familjen småharkrankar. Inga underarter finns listade i Catalogue of Life.